# Rex White
Rex Allen White (Taylorsville, 17 de agosto de 1929 – 18 de julho de 2025) foi um piloto estadunidense da NASCAR, foi o campeão da categoria em 1960.

## Morte
White morreu no dia 18 de julho de 2025, aos 95 anos.